# Pancrácio III da Geórgia
Pancrácio III da Geórgia (em georgiano: ბაგრატ III; romaniz.: Bagrat III), da dinastia georgiana Bagrationi, foi um rei dos abecásios a partir de 978, como Pancrácio II da Abecásia, e rei da Geórgia a partir de 1008. Assim como os demais monarcas georgianos, era geralmente conhecido por seu título monárquico ("mefe"), Pancrácio III Mefe. Ele foi o responsável por unificar os dois títulos por herança dinástica e, através de conquistas e diplomacia, ampliou seus domínios até tornar-se efetivamente o primeiro rei do que é hoje conhecido como "Reino da Geórgia". Antes de ser coroado rei, Pancrácio governou Ibéria entre 976 e 978.
Pancrácio supervisionou a construção da Catedral de Bagrati em Cutáissi, na Geórgia ocidental, cujas ruínas são um Patrimônio Mundial da Humanidade pela UNESCO.

## Primeiros anos e o governo da Ibéria
Pancrácio nasceu por volta de 960, filho do príncipe bagrationi Gurgenes da Ibéria e sua esposa Guranducte, que era filha do finado rei Jorge II, do Reino da Abecásia (Aphkhazeti). Ainda menor de idade, foi adotado pelo seu parente sem herdeiros David III Curopalata (r. 960–1000), o príncipe presidente de Tao/Taique e o mais poderoso monarca de todo o Cáucaso.
O Reino da Abecásia estava, na época, sendo governado por Teodósio III, o Cego, um rei fraco e pouco auspicioso, que era tio materno de Pancrácio. O reino se viu mergulhado num caos completo e diversos conflitos feudais irromperam. Aproveitando-se da situação, o príncipe Círico II (r. 939–976), da Caquécia (Kakheti), que é hoje a região mais oriental da Geórgia, atacou a Ibéria, que até então estava dominada pelos reis abecásios, e cercou sua principal fortaleza, Uplistsikhe, esculpida na rocha. João Maruxisze, eristavi de Ibéria, urgiu, em 976, David de Tao a assumir o controle da província ou entregá-la a Pancrácio como herança. David respondeu vigorosamente e os caquécios tiveram que se retirar para evitar um confronto direto. David deu Ibéria a Pancrácio e instalou Gurgenes como seu regente. Os caquécios rapidamente retomaram a ofensiva e aprisionaram Pancrácio e seus pais. Novamente David interveio e restaurou seu enteado em Ibéria.

## Rei dos abecásios
Em 978, João Maruxisze, apoiado por David, forçou Teodósio, o Cego, a abdicar o trono em favor do sobrinho Pancrácio. Este deixou a mãe, Guranducte, governando Ibéria e seguiu para Cutáissi para ser coroado rei dos abecásios. A desordem ainda era enorme por todo o reino, mas o fato de Pancrácio descender tanto de dinastias bagrátidas quando abecásias o tornou uma escolha aceitável para os nobres do reino, cada vez mais cansados das disputas dinásticas intermináveis.
No espaço de dois anos, Pancrácio conseguiu assumir completamente seus poderes. Ele se mostrou um monarca muito capaz e conseguiu restaurar a lei e a ordem em seu reino. Quando ele ainda estava em Cutáissi, a oposição aristocrática de Ibéria, liderada por Kavtar Tbeli, ignorou a autoridade de Guranducte e passou a governar seus feudos como senhores semi-independentes. Quando Pancrácio retornou a Ibéria para lidar com a situação, os nobres se levantaram em revolta, mas o rei venceu uma batalha em Mogrisi e forçou a submissão dos rebeldes. Depois, Pancrácio se voltou para o Ducado de Kldekari, na Baixa Ibéria (Kvemo Kartli), cujo duque, Rati, continuava a ignorar a autoridade real e ainda governava de forma independente.
As preparações para esta expedição, em 989, causaram muita confusão, pois David de Tao não sabia exatamente quais eram as verdadeiras intenções do enteado. Convencido de que ele estaria tentando depô-lo e matá-lo, David lançou um ataque surpresa e dispersou as forças arregimentadas por Gurgenes, o pai biológico de Pancrácio, antes que ele próprio pudesse chegar para esclarecer a situação. De acordo com as "Crônicas Georgianas", "Pancrácio em seguida foi sozinho [até David], caiu aos seus pés e jurou que atacaria Rati. Ele [David] acreditou e o libertou em paz".
Depois da reconciliação com seu pai adotivo, Pancrácio conseguiu finalmente receber o juramento de fidelidade de Rati, que abandonou seu ducado pela força e se retirou para suas terras em Argveti, na Geórgia ocidental. David foi assassinado por seus nobres em 1000 e suas posses, segundo um acordo anterior, passaram para o imperador bizantino Basílio II. Pancrácio e Gurgenes, este último agora reinando como "rei dos reis dos georgianos" na porção sudoeste das terras de Ibéria (994–1008), encontraram com Basílio e, sem conseguir evitar a anexação do reino de David, foram forçados a reconhecer as novas fronteiras. Na mesma ocasião, Pancrácio recebeu o título de curopalata e Gurgenes, o de magistros, sendo que o título conferido ao filho era mais prestigioso que o do pai. Segundo as "Crônicas", teria sido um ato calculado pelo imperador para lançar pai contra filho, mas o plano fracassou, "...pois Gurgenes era honesto e verdadeiro e ele [Basílio] não conseguiu incitar a inveja em seu coração e ele [Gurgenes] não caiu na armadilha".
No final do mesmo ano, Gurgenes tentou tomar os antigos domínios de David à força, mas foi forçado a recuar perante as forças de Nicéforo Urano, o duque (doux) de Antioquia.

## Unificação
Em 1008, Gurgenes morreu e Pancrácio o sucedeu com "rei dos reis dos georgianos", tornando-se o primeiro rei de um reino unificado da Abecásia e Ibéria.
Depois de assegurar sua posição, Pancrácio começou reivindicando seus direitos ao principado oriental da Caquécia e o anexou em ou logo depois de 1010, depois de dois anos de combates e agressivas trocas diplomáticas. Esta formidável aquisição criou uma fronteira da Geórgia com o emirado xadádida da Albânia, no que é hoje o Azerbaijão. O emir Alfadle I ibne Maomé (r. 986–1031) atacou logo depois, mas foi repelido por Pancrácio que, aliado ao rei armênio Cacício I (r. 989–1020), contra-atacou cercado a cidade xadádida de Shamkir, extorquindo-lhe um tributo. Apesar de tudo, a política externa de Pancrácio foi, no geral, pacífica e o rei conseguiu manobrar com sucesso para evitar conflitos com bizantinos e muçulmanos, mesmo estando parte de Tato nas mãos daqueles e Tbilisi, destes.
O reinado de Pancrácio, um período de grande importância na história da Geórgia, marcou a vitória final do Bagrátidas georgianos depois de séculos de disputas de poder. Ansiosos para criar uma monarquia mais estável e centralizada, Pancrácio eliminou ou diminuiu a autonomia dos príncipes dinásticos. Ele acreditava que o perigo interno mais real era a linhagem dos Bagrationi de Clarjécia, cujos representantes maiores eram seus primos Simbácio e Gurgenes. Embora eles pareçam ter aceitado a autoridade do rei, continuaram ambos a se auto-proclamar "reis e soberanos de Clarjécia". Para assegurar a sucessão de seu filho, Jorge (Giorgi), Pancrácio atraiu os primos ao Castelo Panaskerti para uma suposta reunião conciliatória e os jogou na prisão em 1010. Os filhos dos dois conseguiram escapar para Constantinopla, mas ambos já estavam mortos, ainda presos, em 1012.
Pancrácio era também conhecido por ser um grande patrocinador da cultura ortodoxa georgiana. Ele não apenas encorajou o ensino e patrocinou as artes, como também mandou construir igrejas e mosteiros por todo o reino, principalmente a Catedral de Bagrati, em Cutáissi, a Catedral Bedia, na Abecásia, e a Catedral Nikortsminda, em Racha.
O rei Pancrácio III morreu em 7 de maio de 1014 no Castelo Panaskerti em Tao e foi sepultado na Catedral Bedia, na moderna Abecásia.